# Дево, Поль
Поль Луи Исидор Дево (фр.Paul Devaux; 10 апреля 1801, Брюгге - 30 января 1880,Брюссель) – бельгийский революционер, политик, писатель
, журналист.

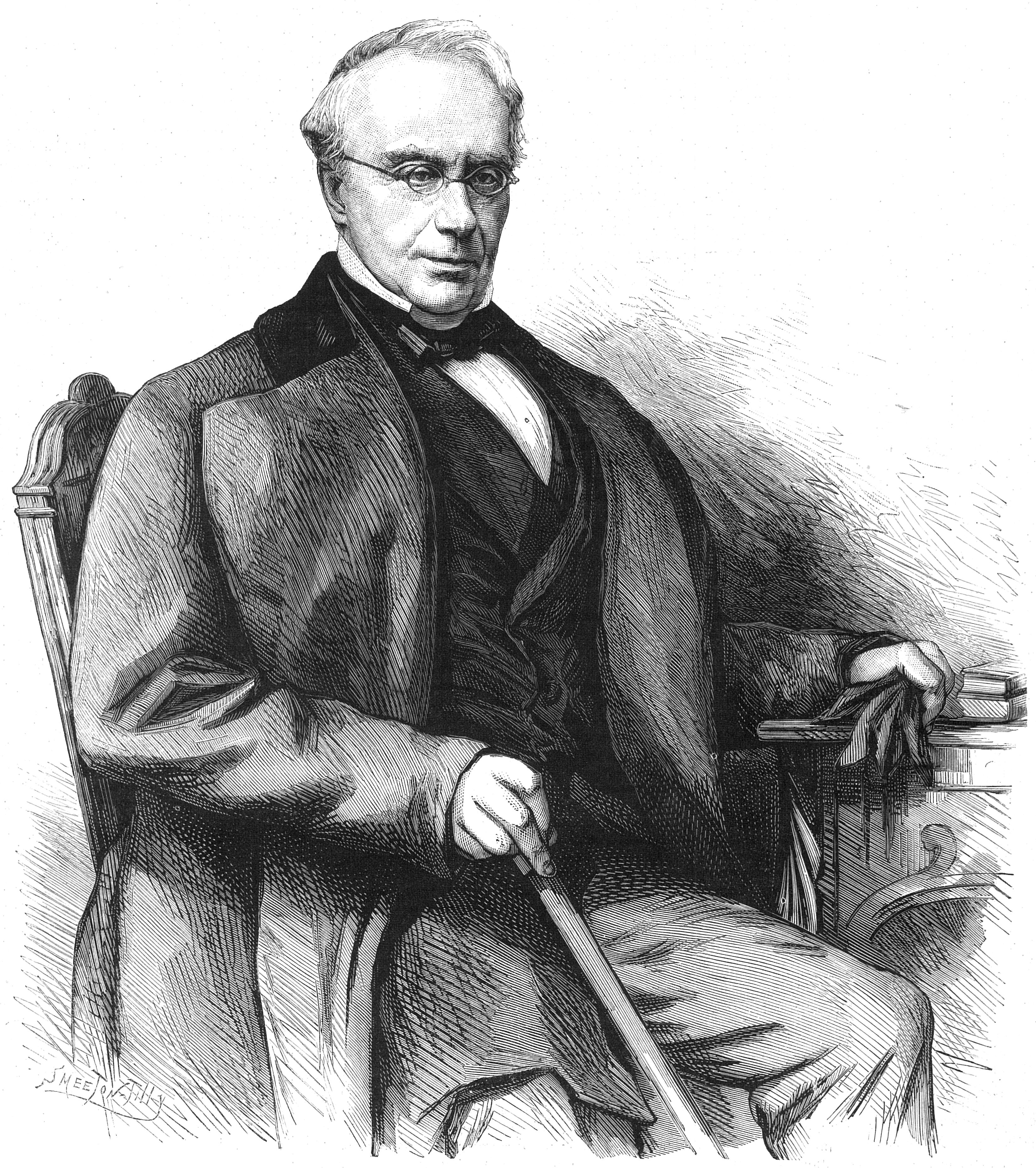

Радикальный политик. Совместно с Шарлем Рожье и Жозефом Лебо был одним из основателей доктринёрской партии. 
В своей газете Précurseur работал над союзом доктринёров и клерикалов, благодаря чему стало возможным освобождение Бельгии от Нидерландов в 1830 году. После этого участвовал в разработке новой конституции и в 1831 году вёл переговоры с принцем Леопольдом о принятии бельгийской короны. В 1831 году – министр без портфеля.
В 1863 году потерпел поражение на выборах и после этого не участвовал в политической жизни.
Избирался членом законодательного конгресса Бельгии.

## Избранные публикации
- Quelques réflexions politiques au sujet de la réorganisation de l’armée, anonym, 2. Aufl. Brüssel 1867
- Du suffrage universel et de l’abaissement du cens électoral, Brüssel 1871
- Études politiques sur l’histoire ancienne et moderne et sur l’influence de l’état de guerre et de l’état de paix, Paris 1875
- Études politiques sure les principaux évènements de l’histoire romaine, 2 Bde., Brüssel 1880

## Память
- Его именем названа одна из улиц Брюсселя.